# Velikonoční rybník
Velikonoční rybník je přírodní památka v chráněné krajinné oblasti Slavkovský les. Byla vyhlášena Správou CHKO v roce 2014, a to k ochraně významných populací chráněných a vzácných druhů obojživelníků a vážek. Nachází se v jeden kilometr západně od obce Měchov. Rozloha lokality je 1,75 ha, nadmořská výška 679–680 metrů.

## Význam
Žije zde početná populace blatnice skvrnité, skokana ostronosého, skokana krátkonohého, čolka velkého, čolka horského a čolka obecného. Zjištěno zde bylo 20 druhů vážek, z nichž nejvýznamnější je vážka temnoskvrnná a vážka jasnoskvrnná. Z významných druhů rostlin zde roste zevar nejmenší a ostřice vyvýšená.
Své jméno dostal do té doby bezejmenný rybník na Velikonoce roku 2009, kdy byla přírodovědci objevena jeho výjimečná přírodovědná hodnota. Dobře zachovalá vodní a mokřadní vegetace a na ní vázané vzácné druhy živočichů se zde vyskytují díky několika desítkám let, kdy byl rybník opuštěn a bez rybničního hospodaření. Cílem ochrany lokality je zachování vodního režimu, bohatě rozvinuté podvodní, plovoucí i pobřežní vegetace, nízké úživnosti vody a oslunění mokřadů.

## Galerie

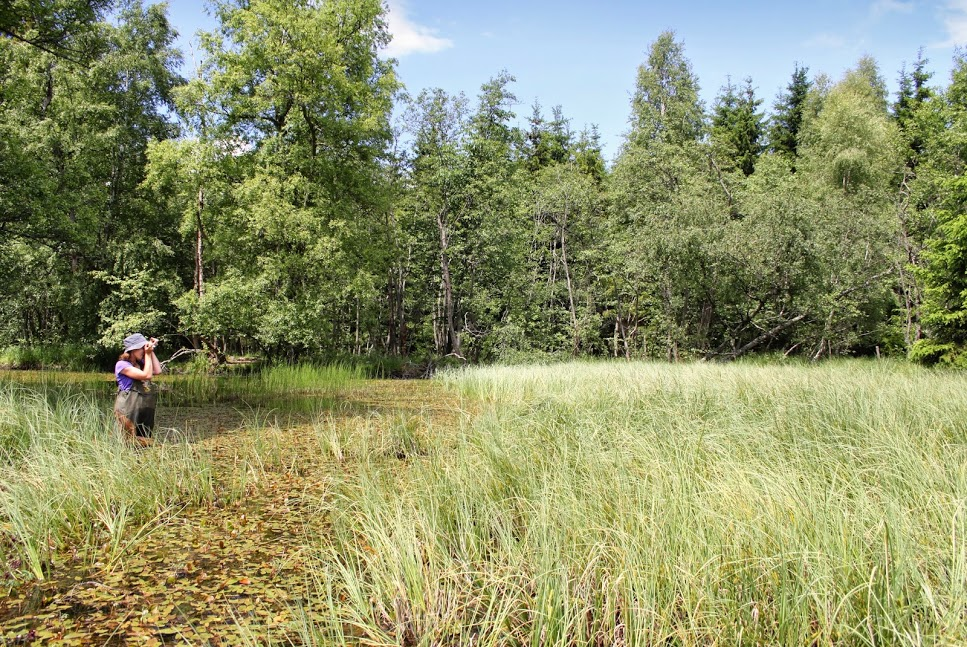
Velikonoční rybník v červnu, nejlepší době k pozorování vážek
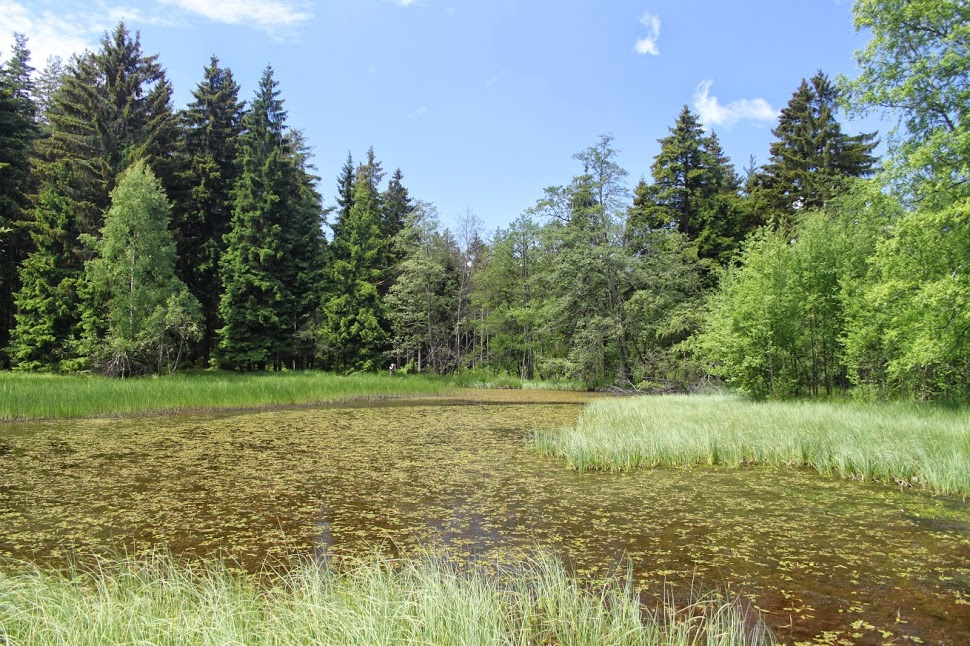
Velikonoční rybník
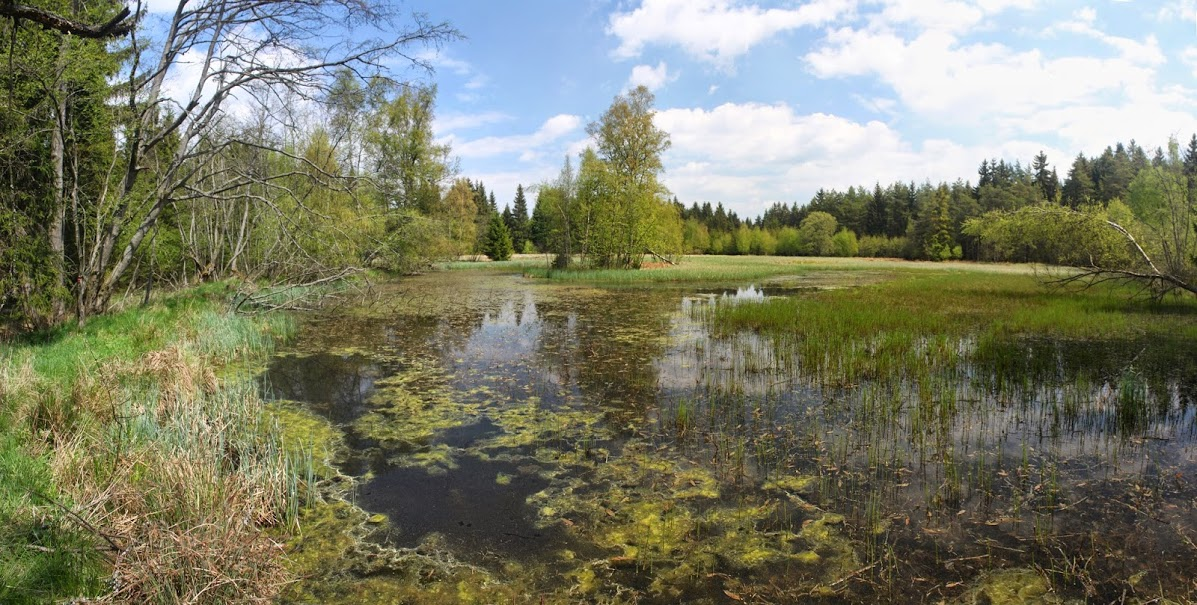
Velikonoční rybník v dubnu, kdy je místem pro rozmnožování obojživelníků